# Мі-8
Мі-8 (рос. Ми-8; В-8, виріб «80», за кодифікацією НАТО: Hip) — радянський багатоцільовий вертоліт, розроблений ОКБ М. Л. Міля на початку 1960-х років. Наймасовіший у світі вертоліт із двома двигунами, один із наймасовіших вертольотів в історії авіації. Широко використовують для виконання багатьох цивільних і військових завдань.
Перший прототип В-8 піднявся у повітря 9 липня 1961 року, а другий прототип По-8А — 17 вересня 1962 року. Після ряду доробок Мі-8 був прийнятий на озброєння радянських ВПС у 1967 році і показав себе настільки вдалою машиною, що закупівлі Мі-8 для російських ВПС продовжуються досі. Мі-8 використовують більш ніж у 50 країнах, у тому числі, в Індії, Китаї та Ірані.
У 1980 р. внаслідок модернізації вертольоту Мі-8 створено удосконалений варіант цієї машини — Мі-8МТ, який відрізняється покращеною силовою установкою (2 двигуни ТВ3-117) і має допоміжну силову установку. На експорт постачалися як Мі-17, їх використовують приблизно у 20 країнах світу.
У 1991 р. розпочато виробництво нової цивільної транспортної модифікації Мі-8АМТ (експортний варіант називається Мі-171), а наприкінці 1990-х — військової транспортно-штурмової модифікації Мі-8АМТШ (Мі-171Ш).

## Історія
До кінця 1950-х років у складі ВПС Радянського Союзу налічувалося вже кілька вертолітних дивізій. Багатоцільовий Мі-4, що був на озброєнні, міг перекинути в тил ворога відразу 19 десантників або ж прийняти на борт 8 нош, одну гармату або автомобіль. Військові були задоволені цією машиною, однак її конструктор вважав, що настав час машин із газотурбінними двигунами.
У другій половині 1950-х років були прийняті на озброєння мобільні ракетні комплекси «Луна», і для їхнього перевезення був потрібний вертоліт більшої вантажопідйомності. Ним став газотурбінний Мі-6, найвантажопідйомніший на ті часи. Незабаром на заміну Мі-1 прийшов газотурбінний Мі-2. Залишилося замінити Мі-4 машиною нового покоління. Проєкт одержав індекс Мі-8.
За наполяганням Микити Хрущова, замовником Мі-8 виступило Міністерство цивільної авіації. Сформульовані замовником жорсткі вимоги економічності остаточно сформували вигляд машини.
Роботи над Мі-8 йшли повним ходом, коли Михайла Міля несподівано викликали до Кремля. Пропозиція, яку зробив йому Хрущов, була дивною — він повинен був поїхати до США, щоб оцінити і, в разі потреби, закупити кілька вертольотів фірми Сікорського. Але, звичайно, головною справою був огляд виробництва та з'ясування можливостей американських вертольотів. Мілеві з колегами вдалося навіть політати на новому S-58.
У 1964 році, після усунення Хрущова, командування ВПС не стало приймати на озброєння Мі-8. Були закуплені лише кілька десятків машин для апробації. Однак Мі-8 був високо оцінений Міністерством цивільної авіації, яке зробило замовлення на масову серію. І незабаром після цього гвинтокрилу машину очікував небувалий тріумф.
У червні 1965 року Радянський Союз представив на міжнародному авіасалоні в Ле-Бурже одну з найбільш представницьких експозицій. Вертольоти КБ Міля Мі-8, Мі-6 і літаючий кран Мі-10 стали сенсацією серед спеціалістів. Після авіасалону в Ле-Бурже керівництво військового командування СРСР нарешті оцінило характеристики Мі-8. Його почали використовувати як десантний, транспортний, медичний вертоліт, машина для РЕБ, повітряний командний пункт, встановлювач мін.
19 травня 2010 року в Конотопі пройшли льотні випробування вертольота Мі-8МСБ із двигунами новітньої модифікації ТВЗ-117ВМА-СБМ1В. Був встановлений світовий рекорд, коли вертоліт за 13 хвилин піднявся на висоту 8100 метрів. При цьому максимальна потужність двигуна — 2000 к. с. підтримувалася протягом 30 хвилин. Показані характеристики дозволять багатоцільовому вертольоту Мі-8 впевнено літати у горах на граничних висотах. Раніше в ході випробувань бойового Мі-24 з такими ж двигунами була зафіксована рекордна для вертольотів швидкопідйомність. На висоту 5000 метрів вертоліт піднявся тільки за дев'ять хвилин.
Двигун ТВЗ-117ВМА-СБМ1В розроблений українським підприємством «Мотор Січ». Він пройшов повний цикл державних випробувань і отримав міжнародний сертифікат типу СТ267-АМД, який голова Міждержавного авіаційного комітету Тетяна Анодіна особисто вручила голові ради директорів «Мотор Січі» Вячеславу Богуслаєву. Український двигун задовольняє найжорсткіші міжнародні вимоги, безвідмовний в умовах розрідженого повітря високогір'я і різких перепадів температур.

### Експорт
17 квітня 2022 року стало відомо, що Індія закриває угоду про постачання російських Мі-17В-5, отримавши лише 32 одиниці з 80 запланованих.
28 липня 2022 року стало відомо, що Філіппіни припиняють угоду на постачання російських Мі-17. Але контракт між Філіппінами та РФ ще не розірваний, вирішується питання відносно повернення авансу.

## Модифікації вертольота

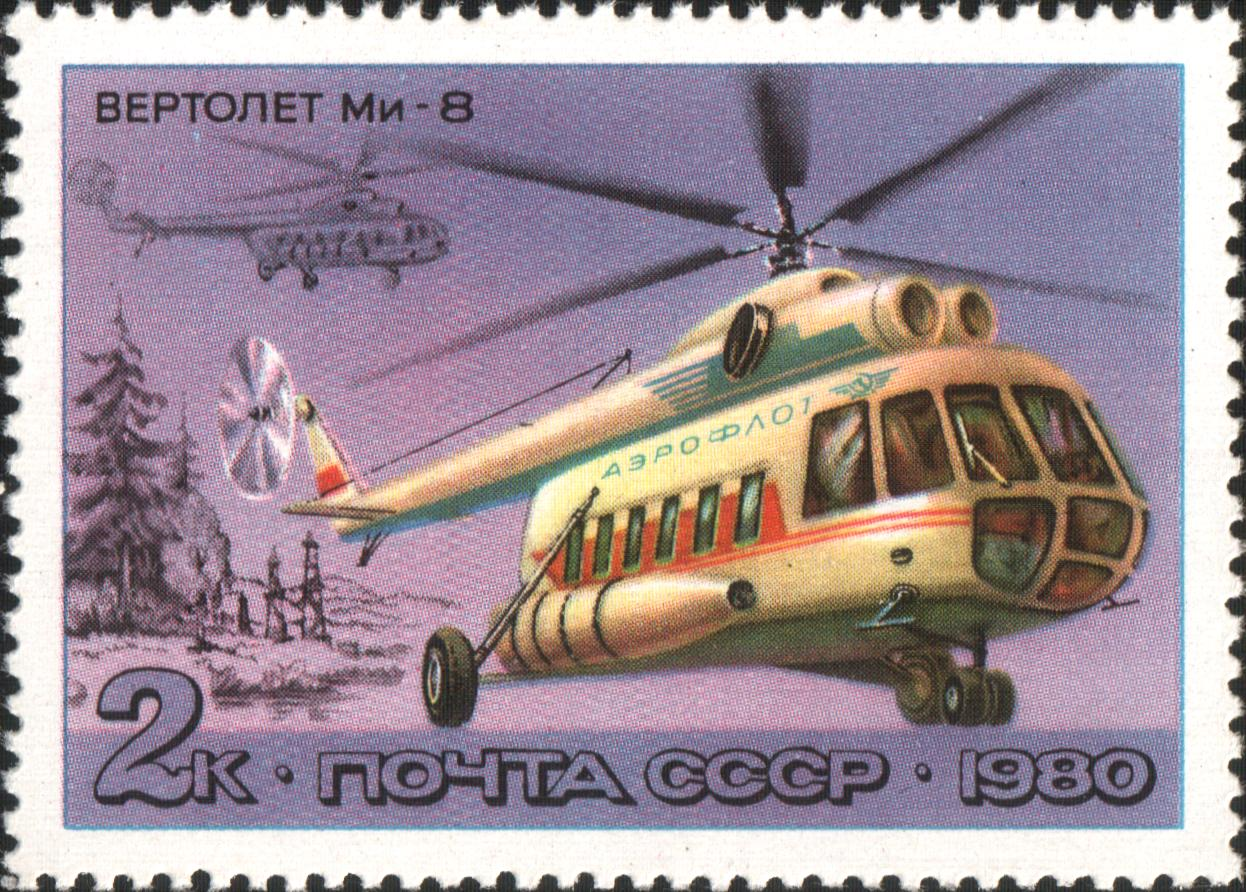
Мі-8 на радянській поштовій марці 1980.

Вертоліт Мі-8 є світовим рекордсменом за кількістю модифікацій.

### Експериментальні
- В-8 — Перший дослідний екземпляр з одним ВМД АІ-24В конструкції А. Г. Івченка . Перший політ 24 червня 1961 року.
- По-8А — Другий дослідний екземпляр з двома ВМД ТВ2-117.
- По-8АТ — Третій дослідний екземпляр.
- По-8АП — Четвертий дослідний екземпляр.

### Пасажирські
- Мі-8П — пасажирський вертоліт на 28 місць. Має ілюмінатори прямокутної форми.
- Мі-8ПА — модифікація Мі-8П з двигунами ВМД ТВ2-117 Ф.
- Мі-172

### Транспортні
- Мі-8Т — транспортно-десантний вертоліт для ВПС.
- Мі-8ТС — експортний варіант Мі-8Т для ВПС Сирії, доопрацьований для умов посушливого клімату.

### Багатоцільові

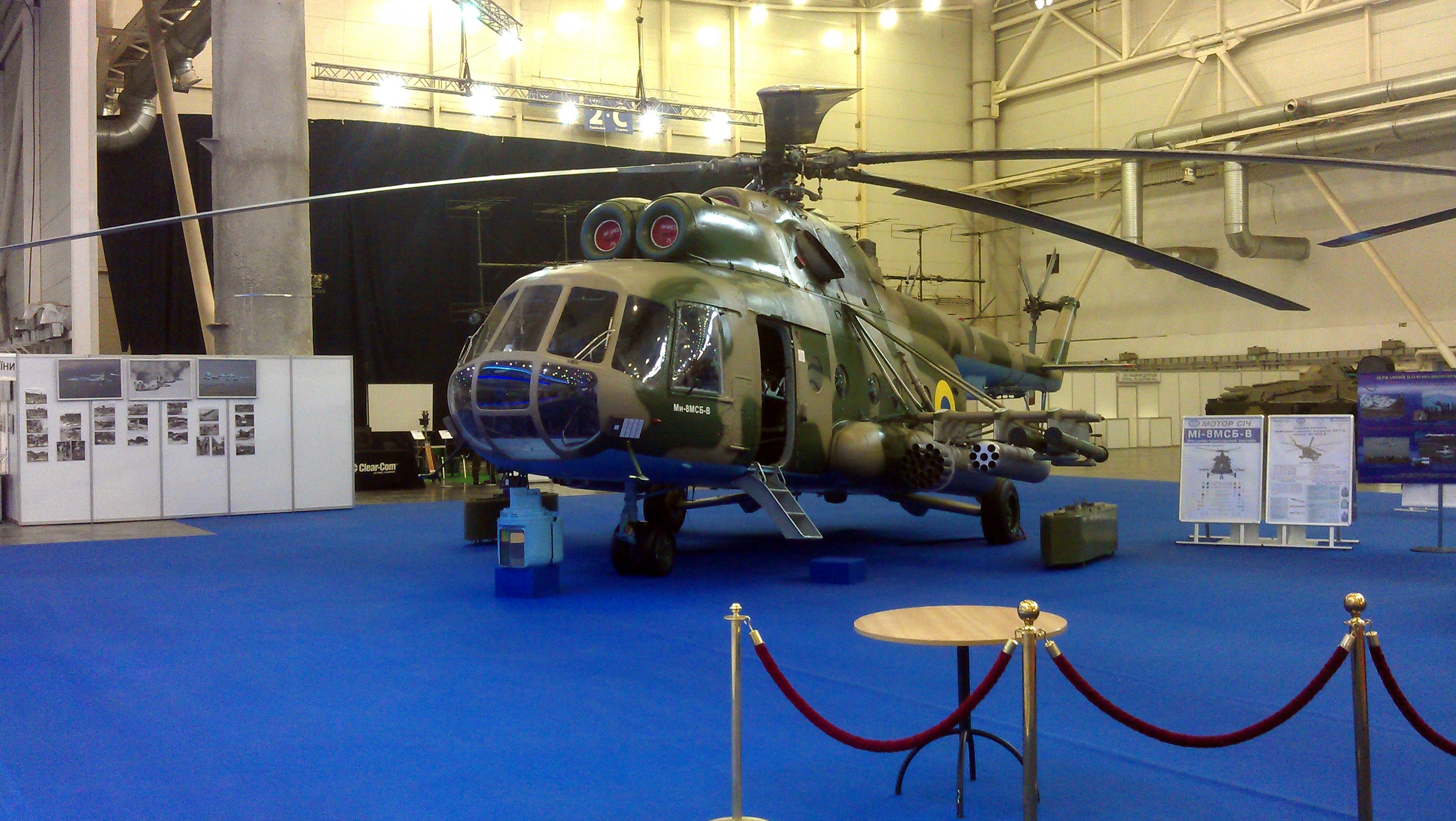
Українська модернізація Мі-8МСБ-В

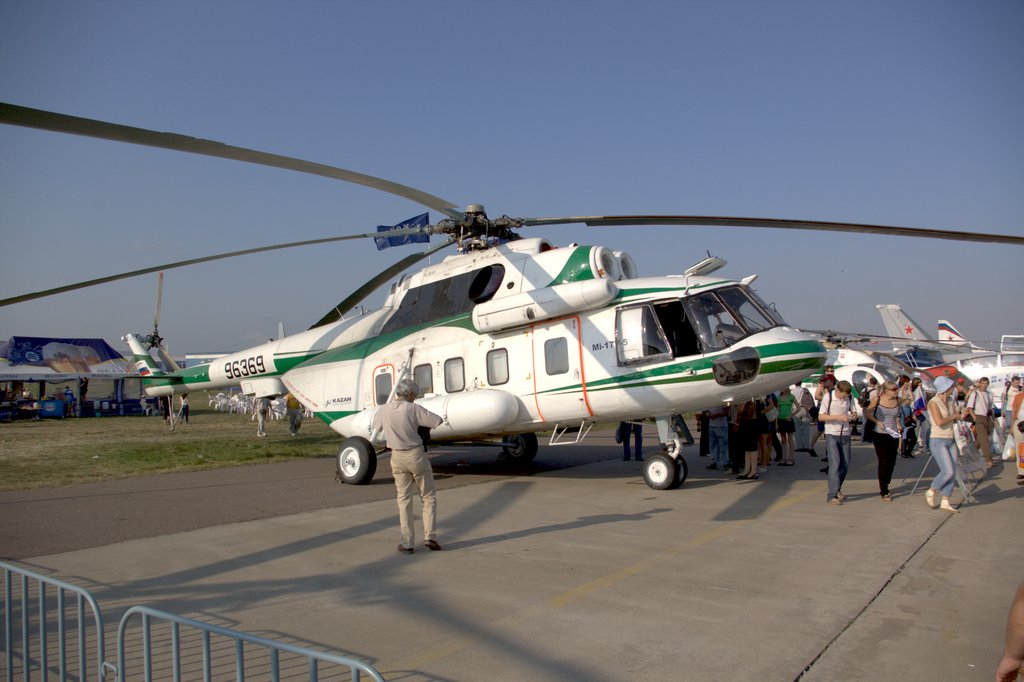
Мі-17В-5

- Мі-8ТБ
- Мі-8ТВ — експортний варіант Мі-8Тб. Відрізнялася установкою ПТКР, або їх повною відсутністю.
- Мі-8АТ
- Мі-8АВ — повітряний мінний загороджувач для сухопутних військ. Встановлювався міноукладальник ВМР-1. Міг встановлювати від 64 (в перших модифікаціях) до 200 за хв.
- Мі-8АД — модифікація повітряного мінного загороджувача для сухопутних військ, призначений для встановлення малогабаритних невитягуваних протипіхотних мін.
- Мі-8МТ — модифікація з двигунами ТВ3-117.
- Мі-8МТВ та Мі-8МТВ-1 — модифікація з двигунами ТВ3-117 ВМ. Запущена в серійне виробництво у Казані в 1988 році.
- Мі-8МТВ-2 — модернізований Мі-8МТВ. Має військове призначення. Відрізняється посиленим бронюванням, новим кермовим гвинтом, підвищеною жорсткістю проведення управління, системою безпарашутного десантування, бортовою стрілою більшої вантажопідйомності, складом обладнання. Кількість десантників збільшена до 30.
- Мі-8МТВ-3 — доопрацьований Мі-8МТВ-2. Розширено номенклатуру озброєння, кількість вузлів підвіски скорочено до 4.
- Мі-8МТВ-5 — змінена форма носової частини («дельфіноподібний ніс»).
- Мі-8МСБ — українська модернізація Мі-8Т з двигуном ТВ3-117 ВМА СБМ 1B 4E виробництва ПАТ «Мотор Січ»[6][7].
- Мі-8МСБ-В — подальша українська модернізація вертольоту Мі-8Т
- Мі-8МТКО — варіант зі світлотехнікою, адаптованої до застосування пілотажної системи нічного бачення.

- Мі-17-1В — експортний варіант Мі-8МТВ.
- Мі-8АМТ (експортне позначення — Мі-171) — варіант Мі-8МТВ з невеликими змінами, вироблений на Улан-Удинському авіаційному заводі (з 1991 року).
- Мі-17КФ — модифікація Мі-8МТВ-5 з авіонікою фірми Honeywell. Розроблено ОКБ ім. Міля спільно з КВЗ на замовлення канадської компанії Kelowna Flightcraft. Перший політ 3 серпня 1997 року.
- Мі-17В-5 — експортний варіант Мі-8МТВ-5.
- Мі-8ТГ — модифікація Мі-8П з ГТД ТВ2-117Г.
- Мі-14 — багатоцільовий вертоліт-амфібія. Див також: Модифікації Мі-14.
- Мі-18 — подовжений варіант Мі-8МТ. Серійно не випускався.

### Спеціального призначення
- Мі-8ТЕЧ-24 — літаюча техніко-експлуатаційна частина. Обладнали слюсарним, електротехнічним, контрольно-перевірочним та іншим обладнанням, необхіним у процесі експлуатації і ремонту вертолітної техніки.
- Мі-8ТЗ — заправник і транспортувальник палива.
- Мі-8БТ — буксирувальник тралу.
- Мі-8СП — спеціальний морський рятувальний.
- Мі-8СПА — пошуково-рятувальний вертоліт для пошуку космонавтів і екіпажів літальних апаратів у разі приводнення.
- Мі-8ТЛ — лісопожежна модифікація, оснащена системою масованого скидання води і водяною гарматою.
- Мі-8С — штабний вертоліт з круглими ілюмінаторами.
- Мі-8ПС — штабний вертоліт з квадратними ілюмінаторами.
- Мі-8КП — спеціальний командний пункт для проведення широкомасштабних комплексних пошуково-рятувальних операцій.
- Мі-8ДР та Мі-8Р — розвідник призначений для візуального спостереження і фотографування в прифронтовій смузі.
- Мі-8К — артилерійський корегувальник.
- Мі-8ТАКР — вертоліт з комплексом телевізійного спостереження.
- Мі-8ВД — радіо-хімічний розвідник.
- Мі-8С — модифікація з комбінованою силовою установкою з турбодвигунів, що працюють на тримальний гвинт, і тягового турбореактивного.
- Мі-8МТЛ-розвідник з можливістю одночасного застосування тепловізійної розвідки і радіоперехоплення з точним визначенням координат цілі.
- Мі-8МТЮ — Був побудований в єдиному екземплярі. Призначений для виявлення апаратів, що спускаються, малорозмірних надводних цілей, у носі антена РЛС. Його використовують Українські ВПС.

#### Повітряні командні пункти
- Мі-8ВКП та Мі-8ВзПУ — повітряний командний пункт.
- Мі-9Мі-8ІВ та Мі-9 — повітряний командний пункт для командирів дивізій, серійна модифікація.
- Мі-19 — повітряний командний пункт для командирів мотострілецьких і танкових дивізій. Оснащений автоматизованим комплексом зв'язку. Створений в 1987 році на базі Мі-8МТ.
- Мі-19Р — повітряний командний пункт для командирів ракетних дивізій РВСП. Оснащений автоматизованим комплексом зв'язку. Створений у 1987 році на базі Мі-8МТ.

#### Медичні
- Мі-8МБ — повітряний госпіталь. Створений на базі Мі-8Т.
- Мі-8МТБ — броньований повітряний госпіталь. Створений на базі Мі-8МТ.
- Мі-8МТВМ — медична модифікація Мі-8МТВ.
- Мі-8МТВ-МПС — медичний пошуково-рятувальний вертоліт на базі Мі-8МТВ.
- Мі-17Г — експортний варіант повітряного госпіталю.
- Мі-17-1ВА «Амбулаторія» — експортний варіант Мі-8МТВ в санітарному варіанті.

#### Постановники перешкод

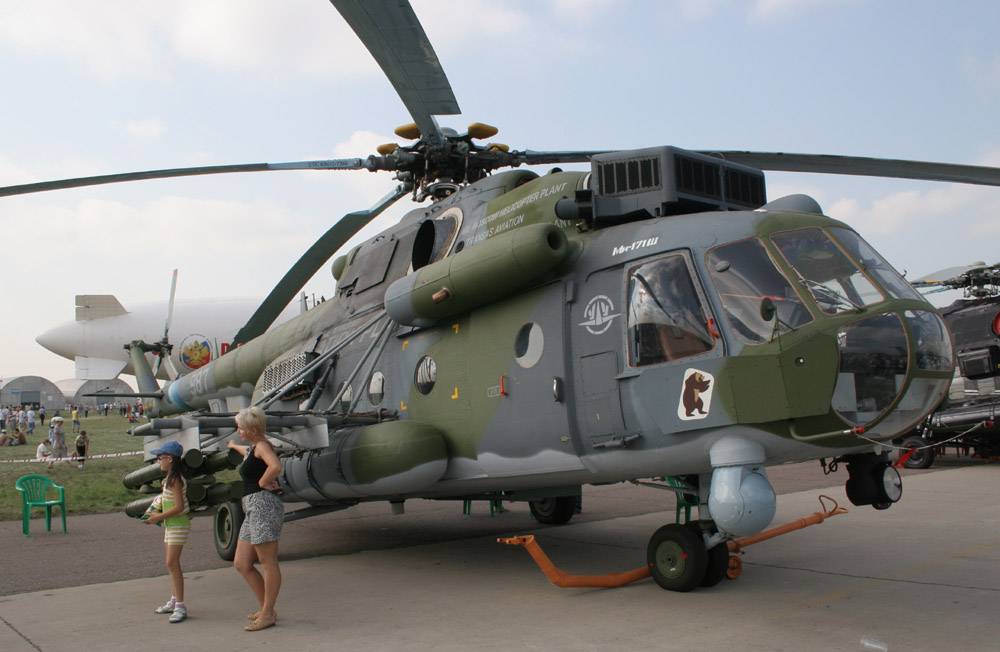
Мі-171Ш на авіасалоні МАКС-2007.

- Мі-8СМВ — постановник перешкод, обладнаний станцією постановки перешкод «Смальта-В» (Смальта-вертолітний).
- Мі-8ПП — вертоліт РЕБ (радіоелектронної боротьби), за деякими джерелами обладнаний комплексом «Поле», але в 70-80 рр.. комплекси РЕБ прийнято було називати назвами рослин, можливо, цей варіант просто плутають з ранніми версіями Мі-8ППА.
- Мі-8ППА — вертоліт РЕБ, оснащений станціями «Азалія» і «Квасоля», за деякими джерелами — допрацьована версія Мі-8ПП.
- Мі-8МТП — постановник перешкод.
- Мі-8МТПБ — постановник перешкод.
- Мі-8МТПІ — постановник перешкод.
- Мі-8МТПР-1 — вертоліт РЕБ (радіоелектронної боротьби) з системою «Ричаг» (укр. Важіль)[8].
- Мі-8МТПШ — постановник перешкод.
- Мі-8МТД — постановник перешкод.
- Мі-8МТР1 — постановник перешкод.
- Мі-8МТР2 — постановник перешкод.
- Мі-8МТС — постановник перешкод.
- Мі-8МТШ1 — постановник перешкод.
- Мі-8МТШ2 — постановник перешкод.
- Мі-8МТШ3 — постановник перешкод.
- Мі-8МТЯ — постановник перешкод.
- Мі-8МТ1С — постановник перешкод.

#### Сільськогосподарські
- Мі-8АТС — сільськогосподарський варіант з пристроями розпилення добрив. Створений на базі Мі-8Т.
- Мі-8МТСх — сільськогосподарський вертоліт. Створений на базі Мі-8МТ.

### Транспортно-штурмові
- Мі-8АМТШ (експортне позначення — Мі-171Ш) — транспортно-штурмової вертоліт, оснащується комплектом озброєння, еквівалентним Мі-24 і адаптується під застосування техніки нічного бачення[9]. На авіасалоні Фарнборо-99 отримав назву «Термінатор».
- Мі-8АМТШ-1 — модифікація Мі-8АМТШ, оснащена комплексом озброєння у поєднанні із салоном підвищеної комфортності (VIP-салон)
- Мі-8АМТШ-ВН — модифікація для спецназу.
- Мі-8МНП-2 — модифікація Мі-8АМТШ для Прикордонної служби РФ.

## Встановлені як пам'ятники
| Місцезнаходження                                             | Реестраційний номер | Модифікація | Фото                                |
| Музей авіації в м. Конотопі                                  |                     | Мі-8Т       | [недоступне посилання з липня 2019] |
| Спадщанський ліс — музей партизанської слави біля м. Путивль |                     | Мі-8Т       | [недоступне посилання з липня 2019] |
| Музей дальньої авіації в м. Полтаві                          |                     |             | [недоступне посилання з липня 2019] |
| Льотний коледж м. Кременчук                                  | UR-26622            |             | [недоступне посилання з липня 2019] |
| ------------------------------------------------------------ | ------------------- | ----------- | ----------------------------------- |

## Технічні характеристики
|                                          | В-8            | Мі-8П          | Мі-8Т          | Мі-8МТ (Мі-17) | Мі-18          | Мі-8МТВ-1 (Мі-17-1В) | Мі-8АМТ (Мі-171) | Мі-172         | Мі-8МСБ                 |
| ---------------------------------------- | -------------- | -------------- | -------------- | -------------- | -------------- | -------------------- | ---------------- | -------------- | ----------------------- |
| Рік побудови                             | 1961           | 1965           | 1965           | 1975           | 1980           | 1987                 | 1991             | 1991           | 2014                    |
| Екіпаж                                   | 3 чол.         | 3 чол.         | 3 чол.         | 3 чол.         | 3 чол.         | 3 чол.               | 3 чол.           | 3 чол.         |                         |
| Число пасажирів (десантників)            | 18 чол.        | 28 чол.        | 24 чол.        | 24 чол.        | 30 чол.        | 24 чол.              | 27 чол.          | 26 чол.        |                         |
| Довжина (з рух. гвинтами)                |                | 25,31 м        | 25,31 м        | 25,31 м        | 25,31 м        | 25,31 м              | 25,31 м          | 25,31 м        | 25,31 м                 |
| Висота (з крут. кермовим гвинтом)        |                | 5,54 м         | 5,54 м         | 5,54 м         | 5,54 м         | 5,54 м               | 5,54 м           | 5,54 м         | 5,54 м                  |
| Діаметр несучого гвинта                  | 21 м           | 21,3 м         | 21,3 м         | 21,3 м         | 21,3 м         | 21,3 м               | 21,3 м           | 21,3 м         | 21,3 м                  |
| Маса порожнього                          | 5726 кг        | 7000 кг        | 6934 кг        | 7200 кг        | 7550 кг        | 7381 кг              | 6913 кг          | 7514 кг        |                         |
| Нормальна злітна маса                    | —              | 11 570 кг      | 11 100 кг      | 11 100 кг      | 11 500 кг      | 11 100 кг            | 11 100 кг        | 11 878 кг      |                         |
| Максимальна злітна маса                  | —              | 12 000 кг      | 12 000 кг      | 13 000 кг      | 13 000 кг      | 13 000 кг            | 13 000 кг        | н/д            | 12500 кг                |
| Двигуни                                  | 1 × АІ-24В     | 2 × ТВ2-117    | 2 × ТВ2-117    | 2 × ТВ3-117МТ  | 2 × ТВ3-117МТ  | 2 × ТВ3-117ВМ        | 2 × ТВ3-117ВМ    | 2 × ТВ3-117ВМ  | 2 × ТВ3-117ВМА-СБМ1В 4Е |
| Потужність двигунів (на злітному режимі) | 1 × 1900 к. с. | 2 × 1500 к. с. | 2 × 1500 к. с. | 2 × 1900 к. с. | 2 × 1900 к. с. | 2 × 2000 к. с.       | 2 × 2000 к. с.   | 2 × 2000 к. с. | 2 × 2500 к. с.          |
| Максимальна швидкість                    | —              | 250 км/год     | 260 км/год     | 250 км/год     | 270 км/год     | 250 км/год           | 250 км/год       | 250 км/год     | 260 км/год              |
| Крейсерська швидкість                    | —              | 225 км/год     | 225 км/год     | 220 км/год     | 240 км/год     | 240 км/год           | 230 км/год       | 230 км/год     | 225 км/год              |
| Динамічний максимум                      | —              | 4200 м         | 4500 м         | 5000 м         | 5550 м         | 6000 м               | 6000 м           | 6000 м         | 7500 м                  |
| Практична дальність                      | н/д            | 425 км         | 480 км         | 520 км         | 580 км         | 590 км               | 570 км           | 715 км         | 600 км                  |

- Дальність польоту, км:
- з додатковими паливними баками — 1300[джерело?]
  - при максимальному запасі авіапалива — 800
  - при максимальному завантажені — 550
- Витрати авіапалива, т/год — 0,72

## Аварії та катастрофи
| Дата                | Державна належність | Фірма-оператор                       | Місце                                                                | Жертви          | Причина |
| ------------------- | ------------------- | ------------------------------------ | -------------------------------------------------------------------- | --------------- | --- |
| 29 травня 2014      | Україна             | Національна гвардія України          | Г. Карачун неподалік Слов'янську (Донецька область)                  | 12/13           | Обстріляний з лісосмуги та підбитий терористами з ПЗРК гелікоптер Мі-8МТ (борт «16») Національної гвардії України, на борту якого був генерал-майор Сергій Кульчицький. Під час падіння вибухнули паливні баки. В результаті загинуло 12 чоловік, штурман залишився живим та у тяжкому стані був евакуйований до лікарні до Харкова.                                 |
| 26 жовтня 2017      | Росія               | «Конверс Авиа», лізинг «Арктикуголь» | Гренландське море, 2,5 км від міста Баренцбург, архіпелаг Шпіцберген | 8/8             | Розшукуються силами норвезької служби порятунку. |
| 3 вересня 2018      | Молдова             |                                      | Авіабаза Мазар-і-Шаріф, Афганістан                                   | 12/12           | Транспортний Мі-8МТВ розбився під час зльоту з авіабази. Всі пасажири та екіпаж загинули. |
| 20 жовтня 2018      | Мексика             | ВМС Мексики                          | Північ Каліфорнійської затоки, півострів Каліфорнія                  | ?/?             | Мі-17 впав в океан під час патрулювання незаконного вилову риби. Більшість членів екіпажу були врятовані рибалками, двох постраждалих відправлено до лікарні. |
| 8 листопада 2018    | Росія               | Компанія «Баркол»                    | Тверська область                                                     | 1/?             | Під час обльоту трубопроводу компанії «Транснефть» вертоліт був вимушений здійснити жорстке приземлення. Внаслідок аварії вертоліт отримав значні ушкодження, один з членів екіпажу загинув, ще троє дістали травми. |
| 27 березня 2019     | Казахстан           | ВПС Казахстану                       | Кизил-Ординська область                                              | 13/13           | Причини розслідуються. |
| 29 травня 2019      | Україна             | Повітряні сили України               | С. Сестрятин (Рівненська область)                                    | 4/4             | 29 травня о 23:27 під час навчально-тренувального польоту було втрачено зв'язок з вертольотом Мі-8. У результаті авіаційної катастрофи за попередньою інформацією загинули чотири члена екіпажу разом з командиром 16-ї окремої бригади армійської авіації Сухопутних військ Збройних Сил України (м. Броди Львівської області) — полковник Мазепа Ігор Ярославович. |
| 19 травня 2020      | Росія               | Повітряно-космічні сили Росії        | С. Клин (Московська область)                                         | ?/?             | У результаті технічної несправності сталась катастрофа у 20 км від населеного пункту Клин Московської області. Загинув увесь екіпаж — кадрові військовослужбовці 344-го Центру бойової підготовки армійської авіації. |
| 26 травня 2020      | Росія               | Повітряно-космічні сили Росії        | Чукотка                                                              | 4/4             | Військовий гелікоптер Мі-8 повітряно-космічних сил Росії здійснював контрольне вивішування на висоті у 15 м. За попередньою інформацією причиною катастрофи стала технічна несправність. |
| 4 червня 2021 року  | Киргизстан          | Сили повітряної оборони Киргизстану  | Неподалік села Кічі-Алай в Ноокатському районі Ошської області       | 15/0            | Вертоліт МІ-8 МТ Сил повітряної оборони здійснив вимушену жорстку посадку. За попередніми даними чотири людини отримали травми, їм надається медична допомога. Причиною аварії став потужний повітряний потік який утворився між гір, потужності двигунів не вистачило щоб піднятися вище, і вертоліт впав на землю.                                                 |
| 25 серпня 2021 року | Мексика             | Військово-морські сили Мексики       | У штаті Ідальго в центральній частині країни                         | 20/0            | На борту повітряного судна перебував глава МВС сусіднього штату Веракрус, який здійснював обліт важкодоступних територій, що потрапили під удар урагану Грейс. Всього на борту гелікоптера, за деякими даними, знаходилися 20 осіб, включаючи представників влади і військовослужбовців, четверо з них отримали травми. Загиблих в результаті події немає.           |
| 8 грудня 2021       | Індія               | Повітряні сили Індії                 | Неподалік міста Кунура у штаті Тамілнад на півдні країни             | 13/13 (?)       | Начальник штабу оборони Індії, генерал Біпін Рават, його дружина і ще 11 людей розбилися на російському вертольоті індійських Повітряних сил Мі-17B-5. |
| 28 січня 2022 року  | Росія               |                                      | Неподалік м. Ульянівська, на р. Волзі                                | один загиблий   | Поблизу м. Ульяновська військовий вертоліт Мі-8 Росії впав на лід ріки Волга. Один член екіпажу загинув, решту — поранено. |
| 16 грудня 2022      | Росія               |                                      | М. Улан-Уде, Бурятія                                                 | 3 члени екіпажу | Під час посадки в аеропорту «Байкал» (м. Улан-Уде) вертоліт упав та вибухнув. |
| 19 грудня 2022      | Росія               |                                      | Родовище Нявленга в Ольському районі Магаданської області            |                 | Вертоліт Мі-8Т компанії ТОВ «Поляр-авіа» при приземленні врізався в будівельний вагончик, перекинувся на бік і повністю згорів. Троє членів екіпажу встигли залишити салон до початку пожежі, один з членів екіпажу — постраждав. |
| 29 серпня 2023      | Росія               | ФСБ Росії                            | Челябінська область                                                  | 3/3 (4)         | Екіпаж вертольоту відпрацьовув повітряні маневри, зокрема зліт і посадку. Що стало причиною падіння Мі-8 — невідомо. |
| 16 жовтня 2023      | Колумбія            |                                      | Населений пункт поблизу Анорі, департамент Антіокія.                 | 5/0 (?)         | Під час навчань Мі-17-1В почав втрачати управління та впав на житловий будинок, де на момент аварії знаходилось двоє цивільних осіб. П'ятеро військовослужбовців та двоє цивільних отримали поранення, та були госпіталізовані. |
| 17 січня 2024       | Киргизстан          | Збройні сили Киргистану              | Авіабаза «Фрунзе-1»                                                  | 1/7             | Вертоліт Сил Повітряної оборони Киргизстану здійснив вимушену жорстку посадку під час проведення навчально-тренувальних польотів |
| 4 лютого 2024       | Росія               | МНС Росії                            | Над Онезьким озером (РФ)                                             | ?/3             | Вертоліт МНС Росії зник з радарів під час тренувального польоту |
| 14 березня 2024     | Росія               |                                      | Північно-Евенський район (біля Кварцевої гори) Магаданська область   | 1/20            | Вертоліт впав через технічну несправність двигуна, який відмовив в результаті попадання Мі-8 в «сніговий заряд» на 13 км польоту. |
| 17 березня 2024     | Молдова             |                                      | Військова частина на території самопроголошеної ПМР                  |                 | Знищений на аеродромі поблизу міста Тирасполя в результаті атаки безпілотника. |
| 15 травня 2024      | Афганістан          |                                      | Провінція Гор, Афганістан                                            | 13/1 (12)       | Гелікоптер Мі-8МТ (міжнар. експорт. індекс Мі-17) розбився при виконанні рятувальної місії в провінції, де нещодавно сталася повінь. У пресрелізі оборонного відомства талібів ідеться, що загинула одна людина, ще 12 зазнали поранень різного ступеня тяжкості. |
| 31 серпня 2024      | Росія               |                                      | Півострів Камчатка, РФ                                               | 22/22           | Вертоліт Мі-8 розбився, врізавшись у сопку. Його уламки знайдені з повітря — на висоті близько 900 м над рівнем моря. На борту перебували 22 особи — три члени екіпажу та 19 пасажирів, усі вони загинули. |
| 23 травня 2025      | Росія               | ПКС РФ                               | Селище Наришкіно, Орловська область, РФ                              | 2/2             | Вертоліт Мі-8 розбився внаслідок технічних несправностей. На борту перебували 2 особи — члени екіпажу, обидва загинули. Також на борту Мі-8 перебували боєприпаси, які почали детонувати після падіння вертольоту. |

## Бойове застосування

### Шестиденна війна (1967)
Принаймні три єгипетських Мі-8 знищені ізраїльськими ВПС на аеродромах.

### Війна Судного дня (1973)
Дуже активно використовували в десантних операціях Єгипет і Сирія.
Групи з декількох вертольотів десантували командос в ізраїльському тилу.
Озброєння єгипетських командос включало гвинтівки M16, АКМ і РПГ-7.
6 жовтня група сирійських командос, десантована з чотирьох Мі-8 захопила гору Хермон (при цьому один вертоліт був втрачений).
Вранці 7 жовтня одна рота 183-го батальону єгипетських командос змогла два рази зупинити наступ 217-ї бронетанкової бригади Ізраілю.
Під час висування на лінію фронту ізраїльської 600-ї тбр, танки одного із її батальйонів були атаковані єгипетськими командос, не встигнув розвантажитися з вантажівок.

### Війна в Афганістані (1979—1989)
Найбільших втрат Мі-8 зазнав на цій війні. Лише радянська 40 армія втратила 174 вертольоти Мі-8; втрати вертольотів прикордонних військ, і саме афганської армії невідомі[відсутнє в джерелі].

### Ірано-Іракська Війна(1980—1988)
У повітрі іранськими винищувачами були збиті 6 іракських Мі-8.[джерело?] Загальні втрати іракських гелікоптерів невідомі.

### Війна Пакіша(1981)
Наприкінці січня 1981 року група із 240 еквадорських солдатів вдерлась на територію Перу. В ході розгрому цього угрупування значну роль відіграли перуанські Мі-8Т з НАР С-5. 19 лютого при висадці командос з пари Мі-8Т був втрачений один перуанський Мі-8 (збитий вогнем із гвинтівок FAL), проте десанту з 2-го гелікоптера вдалося переломити хід бою.

### Громадянська війна в Лівані
Використовувала сирійська армія. 21 квітня 1981 року десант із двох Мі-8 захопив у фалангістів верхівку гори Джабаль-Санин, при цьому серйозно потеснив ворожі війська. 27 квітня десант з пари Мі-8 захопив старий французький форт в цьому районі. За деякими даними, 28 квітня два Мі-8 були збиті ізраїльськими винищувачами F-16 (за іншими даними був підбитий один із двох Мі-8ТС, экіпаж 4 людини загинув) і ще три в червні 1982 року (за іншими даними літом сирійські Мі-8 1982 року в зоні бойових дій не були задіяні взагалі і ніяких втрат не зазнали). Таким чином бойові втрати сирійських Мі-8 в Лівані є 1 або 5 гелікоптерів, ще один вертоліт постраждав в аварії 19 грудня 1981 року. Уже після літа 1982 року в Сирію був передислокований радянський 100-й окремий гвинтокрильний загін РЕБ в складі 4 Мі-8ППА і 4 Мі-8СМВ.

### Війна в Перській затоці(1990—1991)
Десантні Мі-8 активно використовував Ірак під час окупації Кувейту.

### Перша Карабаська Війна
Використовували обиді сторони. І Азербайджан, і Вірменія втратили від вогню ворога по три вертольоти Мі-8.

### Перша російсько-чеченська війна(1994—1996)
Інтенсивно були задіяні російськими військами.

### Війна в Югославії
У 1999 році сербський Мі-8 збив із кулемета американський БПЛА «Хантер». 2000 року Мі-8 збили ще один БПЛА.

### Друга російсько-чеченська війна
Згідно з даними газети «Комєрсант», до осені 2004 року федеральні сили втратили 30 гелікоптерів Мі-8.

### Сирійська війна (з 2011)
4 Мі-8АМТШ-В ЗС рф було розгорнуто в Сирії в 2015 році. Під час операції один Мі-8АМТШ-В знищений повстанцями за допомоги ракети TOW на землі під час евакуації на місці падіння Су-24М, збитого Туреччиною 24 листопада 2015 року.
1 серпня 2016 року в сирійській провінції Ідліб був «посаджений» вертоліт Мі-8АМТШ, який повертався на авіабазу Хмеймім після доставки гуманітарної допомоги в місто Алеппо. Найімовірніше, згідно з оприлюдненими фото уламків, опублікованим в мережі, йдеться про ЛА RF-95585 (бортовий номер «212 жовтий»), до початку сирійської компанії сфотографований на території 562-ї авіабази армійською авіацією в Толмачьово (біля Новосибірська). На борту, за даними воєнного відомства, знаходились три члени екіпажа і двоє офіцерів російського так званого «Центру примирення воюючих сторін в Сирії». Усі вони загинули.

### Війна на сході України
Базовим завданням Мі-8 у цьому конфлікті були рятувальні операції. Використовували різні модифікації вертольотів ЗСУ.
Були залучені до оборони Краматорського аеродрому, один вертоліт був знищений на землі. Операція штурму Донецького аеропорту також здійснювалась за участі Мі-8. Спецпризначенців десантували з Мі-8 під прикриттям Мі-24.
Фактично, до серпня 2014 року, до моменту завершення активних бойових дій, вертольоти Мі-8 і Мі-24 були дуже активно залучені. Настільки, що деякі екіпажі здійснювали 5-6 вильотів на день. Штурм Слов'янська — це цілком артилерія та авіація. Прикордонні бої — забезпечення військ, які були біля кордону, якийсь час робилось виключно вертолітною авіацією. Доки не посилилось ППО російських бойовиків і не перейшло до забезпечення літаками.
Під час війни на Донбасі було втрачено 5 Мі-8.
На основі досвіду цієї війни, Мі-8 додатково стали бронювати кабіни. Крім того, монтувати нові системи для протидії ПЗРК — сучасні теплові пастки і систему відводу ракет «АДРОС».
В одному з інтерв'ю за 2021 рік український пілот Мі-8 заявив, що останній раз сідав за штурвал Мі-24 у 2019 році, а досвід підтримує завдяки польотам на Мі-8 і Мі-2.

### Російське вторгнення в Україну (з 2022)
Станом на 27 травня 2025 року редактори Oryx Blog знайшли фото чи відео підтвердження безповоротної втрати Росією 36 Мі-8 всіх модифікацій (серед них 5 вертольотів реб Мі-8МТПР-1), ще низка були пошкоджені. Україна, за даними Oryx, втратила 32 Мі-8 всіх модифікацій.

#### 2022
Україна застосовувала Мі-8МСБ-В, зокрема, для завдання ракетних ударів некерованими 122-мм ракетами С-13. Пуск ракет відбувався з кабрирування.
Українські вертольоти Мі-8 відіграли важливу роль в обороні Маріуполя. У вильотах брали участь 16 гелікоптерів Мі-8. Вони доставляли захисникам Маріуполя необхідне для продовження опору: зброю, боєприпаси, медикаменти, провіант. Під час одного з вильотів у Маріуполь доставили підкріплення з 72 бійців «Азова». Загалом було 7 таких вильотів. Українські пілоти змогли подолати організовану росіянами систему протиповітряної оборони довкола міста. Кожен з екіпажів здійснив від 2 до 4 вильотів протягом місії. 2 вертольоти росіянам вдалося збити. Також вони змогли знищити гелікоптер, який вирушив на допомогу збитому екіпажу.
1 квітня 2022 року на Харківщині розрахунок ПТРК «Корсар» 95 ОДШБр поцілив у вертоліт Мі-8 російських загарбників. Після влучення ракети некерований борт зіткнувся у повітрі з другим Мі-8 армійської авіації противника. Як наслідок, обидва вертольоти було знищено. Командування ДШВ ЗСУ припускає, що це перший випадок успішного застосування ПТРК по повітряних цілях.
На початку квітня 2022 року у звільненому Гостомелі було виявлено знищений російський Мі-8АМТШ з бортовим номером RF-91285. У районі Макарова Київської області було знайдено рештки Мі-8АМТШ з номером RF-91292.
29 квітня 2022 року прикордонники Сумського загону почули гул двигунів з боку російського кордону, після чого побачили пару Мі-8. Один з вертольотів здійснив кілька пусків некерованими авіаційними ракетами по території України.
Уночі на 8 травня 2022 року на острів Зміїний приземлився російський Мі-8 з десантом. Вертоліт був знищений ударом з БПЛА Bayraktar TB2.
22 вересня 2022 року військовослужбовець Національної гвардії України збив російський Мі-8 із ПЗРК «Ігла» під час нальоту авіації противника на Запорізькому напрямку. 23 вересня 2022 року повідомлено про збиття російського Мі-8 зенітним підрозділом 53-ї бригади ЗСУ. Зранку 30 вересня 2022 року ГШ ЗСУ повідомив про знищення одного Мі-8 противника.
4 жовтня 2022 року зенітні ракетні підрозділи ПВК «Центр» Повітряних сил ЗСУ знищили російські вертольоти Мі-24 та Мі-8 на півдні країни.
31 жовтня 2022 року 54-та бригада опублікувала відео збиття зенітним ракетним підрозділом російського вертольота Мі-8 в районі селища Спірне Донецької області поблизу адмінкордону з Луганщиною.
1 листопада 2022 року, о 9:00, на Донеччині зенітний ракетний підрозділ повітряного командування «Схід» збив російський вертоліт Мі-8.
11 листопада 2022 року у Запорізькій області ЗСУ збили гелікоптер Мі-8.
19 грудня 2022 року, близько 12:30, підрозділи зенітних ракетних військ Повітряних сил Збройних сил України збили два Мі-8 на Донеччині.
30 грудня 2022 року Командування Повітряних сил ЗС України повідомило про збитий напередодні на східному напрямку російський вертоліт Мі-8.

#### 2023
5 січня 2023 року Генштаб та Командування Повітряних сил ЗСУ повідомили про збиття російського вертольота Мі-8 підрозділом зенітних ракетних військ ПС ЗСУ.
8 січня 2023 року Сили оборони України збили три російські вертольоти, серед яких Мі-8.
27 січня 2023 року російський вертоліт Мі-8 збитий підрозділом зенітних ракетних військ ПС ЗСУ.
13 травня 2023 року російський вертоліт Мі-8 впав в Клинцях. Попередньо, спрацювало російське ППО Можливо, дві одиниці і що навіть модифікації Ми-8МТПР-1. 27 листопада 2023 року командування ПС ЗСУ підтвердило, що два Мі-8МТПР-1, а також Мі-8, Су-34 і Су-35, були збиті українськими підрозділами ЗРК Patriot за п'ять хвилин «завдяки нестандартним рішучим діям» у рамках «блискучої операції під керівництвом командувача Повітряних сил».
23 серпня 2023 року з'явились новини, що ГУР здійснило операцію «Синиця», яка тривала 6 місяців щодо вербовки російського пілоту Мі-8, який успішно на Харківщині передав гвинтокрил співробітникам ГУР. За наслідками операції, було вбито 2 російських військових, які чинили опір під час передачі гелікоптера співробітникам ГУР. Гелікоптер перевозив деталі до винищувачів Су-27, Су-30СМ.
17 жовтня 2023 року в результаті атаки балістичними ракетами ATACMS на луганський та бердянський аеродроми було знищено два Мі-8.

#### 2024
31 липня російський вертоліт Мі-8 Росгвардії зазнав катастрофи над Донецьком.
11 вересня в аеропорту Ноябрська в Ямало-Ненецькому автономному окрузі за замовленням підлітки підпалили вертоліт Мі-8. Внаслідок пожежі та вибуху гелікоптер Мі-8 був повністю знищений, від нього залишилася тільки хвостова балка.
10 жовтня російський вертоліт Мі-8 був збитий у повітряному просторі України на території Харківської області.
31 грудня спецпідрозділ Group 13 вперше в історії уразив дві повітряні цілі за допомогою ударного морського дрона Magura V5, оснащеного ракетним озброєнням. Під час бою у Чорному морі в районі мису Тарханкут тимчасово окупованого Криму внаслідок застосування ракет Р-73 SeeDragon знищено два російські гелікоптери Мі-8. 2 січня 2025 року, згідно повідомлення пресслужби ГУР МО України, підтверджено знищення двох російських гелікоптерів Мі-8 у Чорному морі.

#### 2025
23 березня Сили спеціальних операцій у взаємодії з ГУР МО, Ракетними військами і артилерією знищили два ворожих вертольоти Мі-8 та значно пошкодили два Мі-28 (були помилково індентифіковані як два Ка-52). Для ураження російської авіатехніки застосували реактивну систему HIMARS з ракетами M30A2.

## Оператори

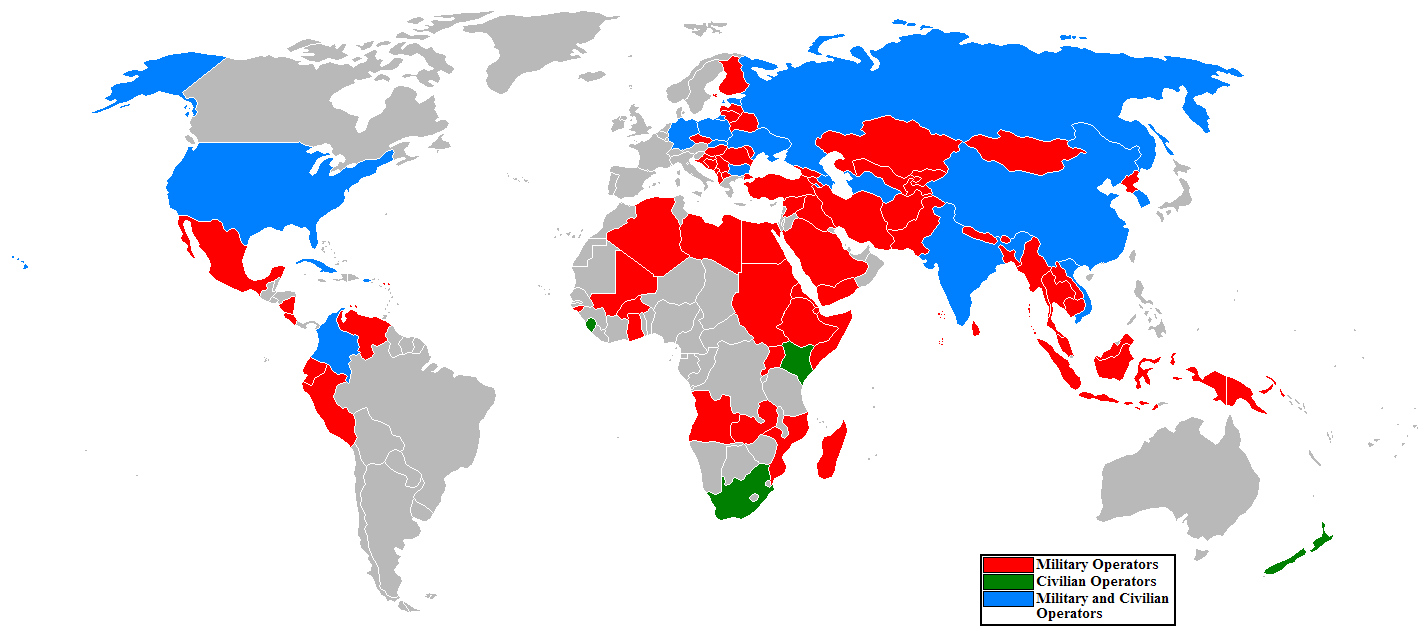
Країни-оператори Мі-8 та його варіантів:
— Військове використання
— Цивільне використання,
— Військове та цивільне використання.

### Поточні
- Азербайджан — 8 Мі-8 та 33 Мі-17-1В на озброєнні, станом на 2024 рік[84].
- Алжир — 39 Мі-17Ш та 35 Мі-8 на озброєнні, станом на 2024 рік[85].
- Ангола — 27 Мі-8/Мі-17 та 8 Мі-171Ш «Термінатор» на озброєнні, станом на 2024 рік[86]
- Білорусь — 8 Мі-8 та 12 Мі-8МТВ-5 на озброєнні, станом на 2024 рік[87].
- Болгарія — 5 Мі-17 на озброєнні, станом на 2024 рік[88].
- Вірменія — 10 Мі-8МТ та 4 Мі-8МТВ на озброєнні, станом на 2024 рік[89].
- Єгипет — 40 Мі-8МТ та 3 Мі-17-1В на озброєнні, станом на 2024 рік[90].
- Індія — 35 Мі-17, 45 Мі-17-1В та 148 Мі-17В-5 на озброєнні, станом на 2024 рік[91].
- Іран — 25 Мі-171 на озброєнні, станом на 2024 рік[92].
- Казахстан — 20 Мі-17В-5 та 6 Мі-171 на озброєнні, станом на 2024 рік[93].
- КНР
  - НВАК — 22 Мі-17, 3 Міи-17-1В, 38 Мі-17-В5, 25 Мі-17-В7 та 140 Мі-171 на озброєнні, станом на 2024 рік[94].
  - ВМС Китайської Народної Республіки — 8 Мі-8 на озброєнні, станом на 2024 рік[95].
  - ПC Китайської Народної Республіки — 2 Мі-17В-5 та більше 4 Мі-171 на озброєнні, станом на 2024 рік[96].
- Північна Корея — 15 Мі-8/Мі-17 на озброєнні, станом на 2024 рік[97].
- Польща
  - Сухопутні війська Польщі — 7 Мі-8МТ, 3 Мі-17, 1 Мі-17АЕ, 5 Мі-17-1В та 6 Мі-8Т на озброєнні, станом на 2024 рік[98].
  - Повітряні сили Польщі — 8 Мі-17 та 9 Мі-8 на озброєнні, станом на 2024 рік[99].
- Росія
  - ВПС Російської Федерації — 274 Мі-8/Мі-8Т/Мі-8МТ/Мі-8АМТШ/Мі-8АМТШ-ВА/Мі-8МТВ-5/Мі-8МТВ-5-1 та близько 16 Мі-8МТПР-1 на озброєнні, станом на 2024 рік[100].
  - Морська авіація Російської Федерації — 8 Мі-8, 4 Мі-8Т та 4 Мі-8МТ на озброєнні, станом на 2024 рік[101].
  - Війська національної гвардії Росії — 60 Мі-8 та декілька Мі-8АМТШ на озброєнні, станом на 2024 рік[102].
- Туреччина
  - Турецька жандармерія — 19 Мі-17 на озброєнні, станом на 2024 рік[103].
- Узбекистан — близько 15 Мі-8 на озброєнні, станом на 2024 рік[104].
- Україна
  - Сухопутні війська України — 15 Мі-8 на озброєнні, станом на 2024 рік[105].
  - Повітряні сили України — 18 Мі-8, 10 Мі-8МТВ та 22 Мі-17/-17-В-5 на озброєнні, станом на 2024 рік[106].
  - Національна гвардія України — 7 Мі-8 на озброєнні, станом на 2024 рік[107].
- Чехія — 5 Мі-17 та 15 Мі-171Ш на озброєнні, станом на 2024 рік[108].

### Колишні
- Угорщина: в березні 2021 року повітряні сили Угорщини після 52 років експлуатації завершили експлуатацію гелікоптерів Мі-8: 26 березня у супроводі гелікоптера Airbus H145, Мі-8Т з бортовим номером 3304 (серійний номер 20284) здійснив прощальний політ[109].

### Україна
На 2016 рік Україна мала 67 Мі-8: 30 в Сухопутних військах, 30 в Повітряних силах і 7 в НГУ.
У січні 2022 року Державний департамент США повідомив Конгрес про намір передати Україні п'ять вертольотів Мі-17, які спершу були призначені Афганській армії.
Під час Російсько-української війни Україні повинні бути передані 11 одиниць Мі-17 від союзників.
Станом на 16 травня 2022 року Сполучені Штати підтвердили передачу 3 одиниць Мі-17 з 11[джерело?].
1 червня 2022 року було оголошено про виділення чергового пакету допомоги Україні від Сполучених Штатів до складу якого увійшло, серед іншого, 4 вертольота Мі-17.
На початку липня 2022 року стало відомо про передачу двох Мі-17 Словаччиною та плани передати іще 3 вертольота цього типу а також одного Мі-2.
15 серпня 2022 року міністерство оборони Латвії повідомило про передачу Україні двох вертольотів Мі-2 та двох вертольотів Мі-17.
23 серпня 2023 року з'явились новини, що ГУР здійснило операцію терміном у 6 місяців щодо вербовки російського пілоту Мі-8, який успішно на Харківщині передав гвинтокрил співробітникам ГУР. За наслідками операції, було вбито 2 російських військових, які чинили опір під час передачі гелікоптера співробітникам ГУР.
25 серпня 2023 року Латвія передала Україні 1 од. Мі-17.
21 грудня 2024 року Польща передала Україні два гелікоптери Мі-8 та один гелікоптер Bell 412HP. Ці гелікоптери належали польському міністерству внутрішніх справ.